# Passiflora mayarum
Passiflora mayarum J.M. MacDougal – gatunek rośliny z rodziny męczennicowatych (Passifloraceae Juss. ex Kunth in Humb.). Występuje naturalnie w Meksyku (w stanach Campeche i Quintana Roo), Belize oraz północnej Gwatemali. 

## Morfologia
PokrójZdrewniałe, trwałe, owłosione liany.
LiściePotrójnie klapowane, rozwarte lub ostrokątne u podstawy. Mają 10–13 cm długości oraz 9–14 cm szerokości. Ząbkowane, z tępym lub ostrym wierzchołkiem. Ogonek liściowy jest owłosiony i ma długość 20–40 mm. Przylistki są liniowo lancetowate, mają 13–18 mm długości.
KwiatyPojedyncze. Działki kielicha są podłużnie lancetowate, białawe, mają 2,4–3,7 cm długości. Płatki są podłużnie lancetowate, białe, mają 2,4–3,7 cm długości. Przykoronek ułożony jest w 6–8 rzędach, czarnopurpurowy, ma 1–38 mm długości.
OwoceSą elipsoidalnego kształtu. Mają 7,5–9 cm długości i 4,5–5 cm średnicy.

## Biologia i ekologia
Występuje w lasach i na skałach na wysokości do 500 m n.p.m.